# He Zizhen
He Zizhen (n. 20 septembrie 1909, Yongxin County⁠(d), Jiangxi⁠(d), Republica Populară Chineză – d. 19 aprilie 1984, Shanghai, Republica Populară Chineză) a fost cea de-a treia soție a lui Mao Zedong din mai 1930 până în 1937.

## Biografie
He Zizhen s-a născut în Yunshan, Jiangxi, în timpul Dinastiei Qing, și s-a alăturat Ligii Tineretului Comunist din China în 1925. A absolvit Școala de Fete din Yongxin și a aderat la Partidul Comunist din China în 1926. Zizhen i-a fost prezentată lui Mao Zedong în Jinggangshan de către Yuan Wencai, un coleg al fratelui său mai mare, în primăvara anului 1928. O expertă în războiul de gherilă și luptătoare pricepută, He Zizhen era, de asemenea, un trăgător de elită care și-a câștigat porecla de „Generăleasa două gloanțe”.
În 1937, ea a călătorit în Uniunea Sovietică pentru a-și trata o rana de război, apoi a studiat la Universitatea din Moscova Est.
He Zizhen a avut trei fiice și trei fii cu Mao Zedong, dar cu excepția fiicei sale, Li Min, toți au murit de tineri sau au fost separați de familie.
Alături de Mao în toate încercările anilor 1930, este întruchiparea militantei (care va participa inclusiv la Marele Marș).
Mao o repudiază în 1937, în favoarea lui Jiang Qing (care a devenit a patra și ultima soție). Ea s-a mutat la Shanghai, în 1949, și va fi internată într-un spital de psihiatrie timp de aproape 40 de ani.